# Oligota ferruginea
Oligota ferruginea – gatunek chrząszczy z rodziny kusakowatych i podrodziny Aleocharinae.
Gatunek ten opisany został w 1976 roku przez S.A. Williamsa.
Chrząszcz o ciele długości 1 mm i szerokości 0,38 mm, w obrysie wąskim i z prawie równoległymi bokami, ubarwiony rudobrązowo z żółtą wierzchołkową połową szóstego tergitu, żółtawymi czułkami, rudożółtymi odnóżami i żółtymi głaszczkami szczękowymi. Trójczłonowe buławki czułków są bardzo silnie wyodrębnione. Drobne, zaokrąglone guzki pokrywają głowę i przedplecze. Powierzchnia pokryw i tergitów odwłoka zaopatrzona jest w wyraźne V-kształtne guzki, natomiast tych ostatnich pozbawiona jest żeberek. Siódmy tergit odwłoka jest nie krótszy od szóstego. Samiec ma wierzchołek edeagusa kształtem przypominający szpadę, a samica zbiornik nasienny o prostym trzonie i obniżonej części nabrzmiałej.
Owad endemiczny dla Nowej Zelandii.